# Денніс Міллер
Денніс Міллер (англ. Dennis Miller; нар. 3 листопада 1953, Піттсбург, Пенсільванія) — американський комік жанру стендап, ведучий ток-шоу, політичний і спортивний коментатор, актор, бере активну участь у теле- та радіо житті. Він відомий своїми критичними оцінками, добавляючи пікантність посиланнями на поп-культуру. У 1985 році Міллер здобув славу як актор телевізійного шоу Saturday Night Live («Суботнього вечора у прямому ефірі»), а пізніше ведучим свого власного ток-шоу на каналі HBO, CNBC і на синдикованих каналах. На даний час він щотижня веде, трьох годинну, однойменну ток-радіо програму, національно синдиковану компанією Dial Global.
Не зважаючи на те, що в ранні роки слави Міллер сприймався як ліберал і анти-республіканець, останніми роками, Міллер став відомий своїм правим ухилом політичних поглядів. Денніс Міллер є постійним політичним коментатором у шоу The O'Reilly Factor в частині під назвою «Miller Time» на каналі Фокс-Ньюз-Ченнел, а раніше з'явився у шоу Hannity & Colmes в частині, яка називається «Real Free Speech.».

## Фільмографія
- 1990: «Божевільня» / Madhouse — Вес
- 1994: «Викриття» / Disclosure — Марк Левін
- 1995: «Мережа» / The Net — доктор Алан
- 1995: «Ніколи не розмовляй з незнайомцями» / Never Talk to Strangers — Кліфф Реддісон
- 1996: «Кривавий бордель» / Bordello of Blood — Рейф Гутман
- 1997: «Вбивство у Білому домі» / Murder at 1600 — детектив Стів Стенгель
- 2001: «Пригоди Джо Замазури» / Joe Dirt — Зандер Келлі
- 2005: «Дякую вам за куріння» / Thank You for Smoking — камео
- 2008: «Пригоди у Веґасі» / What Happens in Vegas… — Воппер
- 2012: «Брудна кампанія за чесні вибори» / The Campaign — камео
- 2015: «Пригоди Джо Замазури 2» / Joe Dirt 2 — Зандер Келлі